# 1508
1508. је била проста година.

## Рођења

### Јануар
- Википедија:Непознат датум — Примож Трубар, словеначки писац и преводилац
- Википедија:Непознат датум — Андреа Паладио, италијански архитекта

## Смрти

### Јануар
- Википедија:Непознат датум — Преподобни Нил Сорски - хришћански светитељ.